# سینگونیوم پودوفیلوم
سینگونیوم پودوفیلوم (نام علمی: Syngonium podophyllum) نام یک گونه از سرده سینگونیوم است.